# Maxence Caqueret
Maxence Caqueret (Vénissieux, 15 de Fevereiro de 2000) é um futebolista francês que atua no meio-campo. Atualmente joga no Como.

## Carreira

### Lyon
Caqueret é jogador de base do Lyon. Ele assinou seu primeiro contrato profissional com o time em 14 de dezembro de 2018. Fez sua estreia profissionalmente no time em 5 de Janeiro de 2019, na vitória por 2-0 fora de casa contra o Bourges 18 na Copa da França. Ele começou a partida como titular antes de ser substituído por Houssem Aouar aos 72 minutos.
Em 30 de novembro, Caqueret jogou sua primeira partida da Ligue 1 contra o Strasbourg dando uma assistência para Maxwel Cornet na vitória por 2-1. Em 4 de janeiro de 2020, Caqueret marcou seu primeiro gol profissional na vitória de 7-0 pela Copa da França contra o Bourg-en-Bresse.

### Como
Em 12 de janeiro de 2025, Caqueret é transferido ao clube italiano Como por um valor de 16,5 milhões de euros, incluindo 1,5 milhão de euros em bônus, além de um interesse de 7,5% em uma futura transferência.

## Estilo de jogo
Lionel Rouxel, seu treinador da seleção juvenil internacional, descreve o perfil do jogador da seguinte forma: “Maxence é um jogador completo, que tem um grande volume de jogo, disponível e envolvido a nível coletivo. Ele é capaz de repetir esforços e ser muito resistente durante uma partida completa. Ele pode ser o último ou penúltimo passe e também é capaz de marcar gols“.

## Honrarias

#### Lyon
- Copa da Liga: Finalista em 2020
- Copa da França: Finalista em 2024